# Харитина Амисийская
Харитина Амисийская (Понтийская; 287 — 304) — христианская мученица IV века.

## Биография
Харитина родилась в 287 году и в раннем детстве осталась сиротой. На её счастье, в царствование Диоклетиана в Понте проживал один благородный и состоятельный человек, по имени Клавдий; по характеру своему он был добр и милостив к нищим. Однажды Клавдий увидал маленькую девочку, по имени Харитина, которая в детстве своем лишилась родителей. Клавдий сжалился над нею, взял ее к себе, воспитал и полюбил как свою родную дочь. И действительно, Харитина была вполне достойна любви. Когда она выросла, то сделалась не только красивою лицом, но и отличалась прекрасными нравственными качествами: кротостью, смирением, послушанием, молчаливостью, целомудрием и разумом. Веруя в Иисуса Христа, она воспламенилась к Нему горячею любовью и, уневестившись Ему, хранила девственность и поселилась посему в отдельном уединенном жилище. Клавдий, ее воспитатель и господин, не только не воспротивился такому доброму ее намерению, но очень радовался целомудренной и святой ее жизни. Он построил для нее особый дом, где она и жила в уединении, день и ночь изучая в Закон Божий. Ее стали посещать верующие, и она наставляла их ко спасению, поучая их душеполезными поучениям. Неверующих же она приводила к истинной вере, проповедуя им Христа. Таким образом Харитина была для всех учительницею веры и Богоугодной жизни. 
В то время римский царь Диоклетиан воздвиг на христиан сильное гонение. По его повелению, последователей Иисуса повсюду разыскивали и подвергали страшным мучениям. В особенности же гонители преследовали тех, о коих распространялась молва как об особенно добродетельных и разумных людях. Как таковая, была оклеветана пред градоначальником Домицианом и святая Харитина; ее обвиняли в том, что она сама христианка и многих других обратила и обращает к вере во Христа. Услыхав о сем, градоначальник написал к Клавдию письмо, повелевая прислать к нему Харитину. Клавдий, прочитав послание градоначальника, сильно опечалился, оделся во вретище и оплакивал ее, хорошо понимая, что невозможно сопротивляться градоначальнику. Тем не менее, когда были присланы за нею воины, он, будучи не в силах расстаться с Харитиной, сопротивлялся им насколько мог, плача и удерживая ее своими руками, и не отдавая ее похитителям. Воины влекли ее к себе, а Клавдий препятствовал им, не выпуская ее из своих рук. Влекомая в разные стороны, святая Харитина сказала своему господину: 

«Пусти меня, господин мой, и не скорби, но радуйся, ибо я буду приятною Богу жертвою за свои и за твои грехи.»

Домициан напрасно пытался убедить девушку отречься от Христа и принести жертву языческим богам и, наконец, отдал её в руки палачей. Ей остригли волосы, сыпали горячие угли на голову и всё тело, облили её уксусом, смешанным с желчью, раскалёнными железными прутьями ей протыкали соски, а горящими свечами опаляли рёбра... 

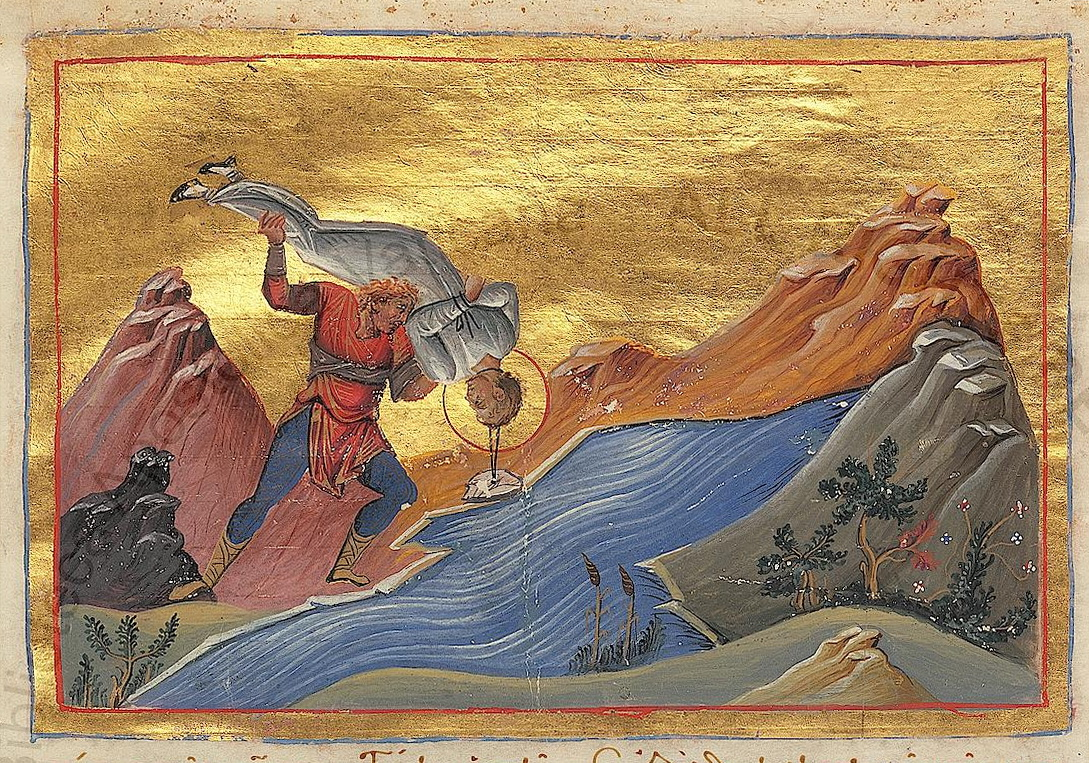
Тело Харитины бросают в море

Градоначальник придумывал ей все новые и новые пытки, но Харитина так и не предала своей веры. Наконец он решил растлить ее девство, и для этого велел созвать множество распутных людей, чтобы отдать им святую на осквернение, чтобы она лишилась невинности, которой так дорожила, но и этот план провалился; мученица подняла руки и устремила взор свой к небу, усердно молясь Богу, чтобы Он избавил ее от рук нечестивцев. Когда созванные распутники хотели уже осквернить ее, она внезапно предала свою чистую и непорочную душу в руки Господа своего, и девственное тело ее лежало мертвым среди мерзких и исполненных нечистого желания распутников.
Тело ее было вложено в мех с песком и брошено в море, но через три дня морские волны вынесли его на берег, и Клавдий, нашёл его и похоронил Харитину по всем христианским обычаям. 
Память Святой Харитины отмечается 5(18) октября.